# Eurytoma juncea
Eurytoma juncea är en stekelart som beskrevs av Camillo Rondani 1877. Eurytoma juncea ingår i släktet Eurytoma och familjen kragglanssteklar.
Artens utbredningsområde är Italien. Inga underarter finns listade i Catalogue of Life.